# Babergh
Babergh – dystrykt w hrabstwie Suffolk w Anglii. Największym miastem w dystrykcie jest Sudbury. Rada dystynktu składa się z 43 radnych. W 2011 roku dystrykt liczył 87 740 mieszkańców.
Rada dystryktu ma swoją siedzibę w Ipswich, poza granicami dystryktu, w budynku wspólnym z władzami dystryktu Mid Suffolk. Do 2016 roku siedzibą władz lokalnych było Hadleigh.

## Miasta
- Hadleigh i Sudbury.

## Civil parishes
- Acton, Aldham, Alpheton, Arwarton, Assington, Belstead, Bentley, Bildeston, Boxford, Boxted, Brantham, Brent Eleigh, Brettenham, Bures St. Mary, Burstall, Capel St. Mary, Chattisham, Chelmondiston, Chelsworth, Chilton, Cockfield, Copdock and Washbrook, East Bergholt, Edwardstone, Elmsett, Freston, Glemsford, Great Cornard, Great Waldingfield, Groton, Hadleigh, Harkstead, Hartest, Higham, Hintlesham, Hitcham, Holbrook, Holton St. Mary, Kersey, Kettlebaston, Lavenham, Layham, Lawshall, Leavenheath, Lindsey, Little Cornard, Little Waldingfield, Long Melford, Milden, Monks Eleigh, Nayland-with-Wissington, Nedging-with-Naughton, Newton, Pinewood, Polstead, Preston St. Mary, Raydon, Semer, Shelley, Shimpling, Shotley, Somerton, Sproughton, Stanstead, Stoke-by-Nayland, Stratford St. Mary, Stutton, Sudbury, Tattingstone, Thorpe Morieux, Wattisham, Wenham Magna, Wenham Parva, Whatfield, Wherstead i Woolverstone[5].